# Rock’n Roll Band
«Rock’n Roll Band» — песня шведской группы ABBA (тогда ещё носившей название «Björn & Benny, Agnetha & Frida»).
Композиция существует в двух версиях. Первая, «ранняя», была записана Бьорном и Бенни 30 августа 1972 года без участия Агнеты и Фриды. Эта версия композиции была опубликована в качестве стороны «Б» для заключительного сингла дуэта в Японии, «Love Has Its Ways».
Несколько позднее, вероятно, 26 сентября 1972 года, была записана другая версия песни, характеризующаяся небольшими изменениями фонограммы и наличием бэк-вокала девушек. Именно она является наиболее известной, будучи включённой на первый альбом квартета, «Ring Ring».
В США песня была выпущена как промосингл на Playboy Records — американском лейбле группы. Она вышла в 1973 году вслед за «People Need Love», хотя альбом «Ring Ring», с которого взяты обе эти песни, не вышел в свет в Америке до 1995 года. Второй стороной первоначально была песня «Another Town, Another Train», но затем была заменена на ту же сторону «А».
Также в ряде стран песня «Rock’n Roll Band» послужила стороной «Б» для сингла «Ring Ring».

## Списки композиций
Первоначальный релиз
1. A. «Rock’n Roll Band»
2. B. «Another Town, Another Train»

Последующие издания
1. A. «Rock’n Roll Band»
2. B. «Rock’n Roll Band»